# Doug LaMalfa

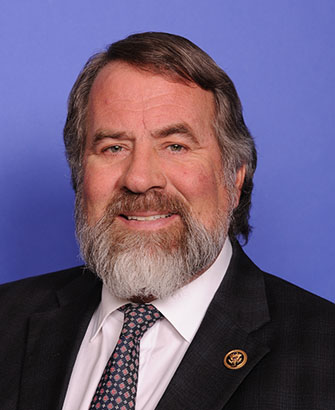
Doug LaMalfa (2021)

Douglas Lee „Doug“ LaMalfa (* 2. Juli 1960 in Oroville, Butte County, Kalifornien) ist ein US-amerikanischer Politiker der Republikanischen Partei. Seit Januar 2013 vertritt er den ersten Sitz des Bundesstaats Kalifornien im US-Repräsentantenhaus.

## Privatleben
Doug LaMalfa besuchte die Las Plumas High School in Oroville (Kalifornien) und machte 1978 seinen Abschluss an der Briggs High School in Briggs (Kalifornien). Am Butte College in seiner Heimatstadt Oroville erlangte er 1980 einen Associate Degree (Associate of Arts). Danach studierte er bis 1982 an der California Polytechnic State University in San Luis Obispo und schloss dort mit einem Bachelor of Science in Agronomie und Wirtschaftswissenschaft ab. Später wurde er in vierter Generation Manager der familieneigenen Reisplantage und einer der Direktoren der California Rice Commission.

## Politik
Ab 2002 schlug er als Mitglied der Republikanischen Partei eine politische Laufbahn ein. Von 2002 bis 2008 war er Abgeordneter für den zweiten Sitz in der California State Assembly; von 2010 bis 2012 gehörte er dem Staatssenat an, wo er in neun Ausschüssen saß und den vierten Distrikt vertrat.
Bei den Kongresswahlen des Jahres 2012 wurde LaMalfa im ersten Wahlbezirk von Kalifornien in das US-Repräsentantenhaus gewählt, wo er am 3. Januar 2013 die Nachfolge von Mike Thompson antrat. Dabei schlug er den Demokraten Jim Reed mit 58 zu 42 % der Wählerstimmen. Zuvor hatte der nicht mehr kandidierende Wally Herger dieses Gebiet vertreten. Nach bisher sechs Wiederwahlen in den Jahren 2014 bis 2024 übt er sein Amt bis heute aus. Er ist somit auch im Repräsentantenhaus des 119. Kongresses vertreten.[veraltet]

### Ausschüsse
Er ist Mitglied in folgenden Ausschüssen des Repräsentantenhauses:
- Committee on Education and the Workforce
  - Early Childhood, Elementary, and Secondary Education
  - Health, Employment, Labor, and Pensions
- Committee on Ethics
- Committee on Transportation and Infrastructure
  - Aviation
  - Highways and Transit
  - Railroads, Pipelines, and Hazardous Materials
  - Water Resources and Environment

Zuvor war er auch Mitglied im Committee on Agriculture.

### Kontroversen
LaMalfa gehörte zu den Mitgliedern des Repräsentantenhauses, die bei der Auszählung der Wahlmännerstimmen bei der Präsidentschaftswahl 2020 für die Anfechtung des Wahlergebnis stimmten. Präsident Trump hatte wiederholt propagiert, dass es umfangreichen Wahlbetrug gegeben hätte, weshalb er sich als Sieger der Wahl sah. Für diese Behauptungen wurden keinerlei glaubhafte Beweise eingebracht. Der Supreme Court wies eine entsprechende Klage mit großer Mehrheit ab, wobei sich auch alle drei von Trump nominierten Richter gegen die Klage stellten.